# Tourelle de 75 mm modèle 1933

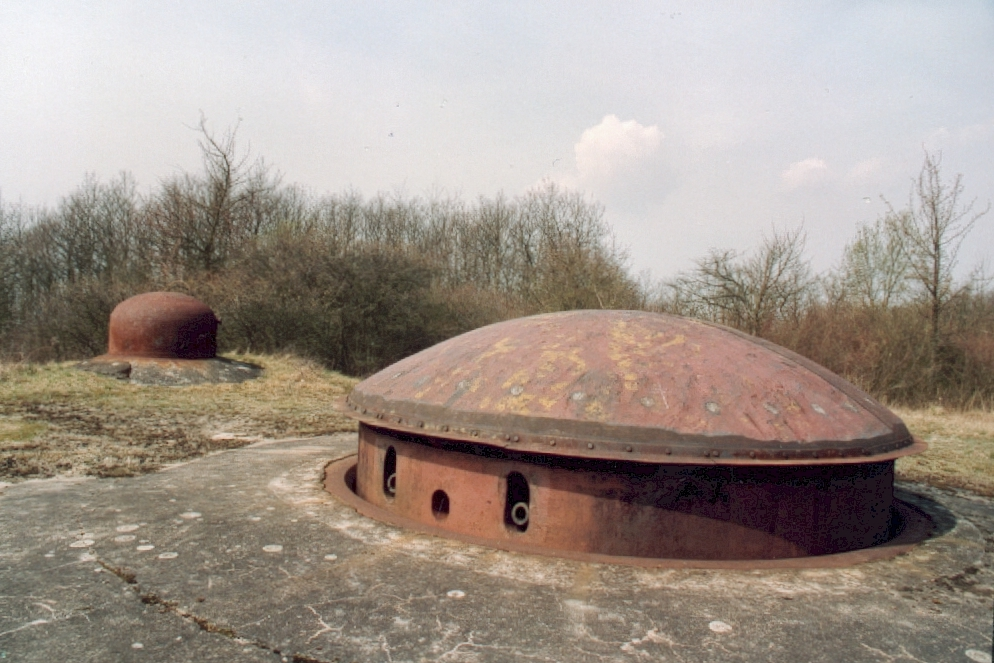
Tourelle de 75 mm en batterie (ouvrage de Métrich, bloc 8).

La tourelle pour deux pièces de 75 mm modèle 1933 est l'un des types de tourelle qui équipent les blocs d'artillerie de la ligne Maginot. Il s'agit d'un modèle de tourelle à éclipse, installé en saillie sur la dalle de béton de son bloc et armé avec deux canons de 75 mm raccourcis. Son rôle était d'assurer la continuité des tirs d'artillerie le long de la ligne, en soutien des tirs de mitrailleuse des casemates et blocs d'infanterie.

## Caractéristiques
La tourelle de 75 mm modèle 1933 fait 4 mètres de diamètre à l'extérieur (il s'agit de la tourelle la plus volumineuse de la Ligne) et 265 tonnes au total. Sa partie mobile est mise en batterie à l'aide d'un contrepoids à l'extrémité d'un balancier, le tout étant en équilibre, actionné par un moteur électrique (de marque Bréguet) ou manuellement. Une fois en batterie, elle émerge de 1,26 mètre au-dessus de son avant-cuirasse.
Son blindage est de 350 mm d'épaisseur d'acier pour la toiture et 300 mm pour la muraille (partie entre la toiture et l'avant-cuirasse). Une fois la tourelle éclipsée, la toiture repose sur les voussoirs d'acier de l'avant-cuirasse scellées dans la dalle de béton du bloc.
Le prix d'une tourelle de 75 mm modèle 1933, en octobre 1934, était de 4 033 170 francs (ce qui en fait le modèle de tourelle le plus cher de la ligne Maginot), mise en place du matériel compris, mais sans compter l'armement, les munitions, ni surtout le béton du bloc.

### Armes
Elle est armée avec deux canons de 75 mm modèle 1933 de tourelle montés en jumelage, une modification au recul court et à la culasse semi-automatique du canon de 75 mm modèle 1929, qui est lui-même une version raccourcie de 30 centimètres (soit une longueur du tube de 2,421 mètres, ce qui a nécessité une vaste tourelle) dérivée du canon de 75 mm modèle 1897 de campagne.
La portée maximale est de 11 900 mètres et la cadence de tir de 13 coups par minute et par pièce.
Le pointage en hauteur peut se faire de -9° jusqu'à 40°.

### Servants
Une tourelle de 75 mm nécessite une équipe de vingt-cinq hommes pour son service complet en situation de combat : six sous-officiers et dix-neuf servants (l'équipe de combat est composée de l'équipe de veille et de l'équipe de piquet). En situation de veille, l'équipe réduite compte deux sous-officiers et dix servants (l'équipe de veille ne peut fournir qu'un tir à cadence lente, uniquement avec des obus percutants).
L'équipe de combat se répartit à raison d'un sous-officier (brigadier tireur) et trois servants (un tireur et deux chargeurs) dans la chambre de tir, quatre sous-officiers (un adjudant chef de tourelle, un maréchal des logis chef de pièces, un brigadier pointeur et un brigadier artificier) et quatorze servants (un aide-pointeur, deux déboucheurs pour les tirs fusants, cinq pourvoyeurs transportant les munitions vers les norias, deux approvisionneurs chargeant les norias et quatre auxiliaires manœuvrant les châssis de munitions depuis le M 3) à l'étage intermédiaire, un sous-officier (brigadier) et deux servants (le premier s'occupe de la marche à bras du mouvement d'éclipse, le second des appareils électriques) à l'étage inférieur.
En cas de tir direct, l'aide-pointeur monte au poste de pointage de la chambre de tir.

### Équipements
On peut utiliser deux postes de pointage indifféremment, l'un dans la chambre de tir pour le tir direct grâce à la lunette se trouvant entre les tubes, l'autre à l'étage intermédiaire pour le tir indirect, guidé par le poste central de tir du PC artillerie de l'ouvrage puis par les observatoires. La communication entre le PC de l'ouvrage et celui du bloc se fait par téléphone, celle entre le PC du bloc et le poste de pointage (sur le fût-pivot de la tourelle) se fait par transmetteur d'ordres (système visuel copié sur celui de la marine), tandis que celle entre l'étage intermédiaire et la chambre de tir se fait par tuyau acoustique ou par transmetteur,.
L'approvisionnement en munitions se fait par une noria entre la chambre de tir et l'étage intermédiaire, où se trouve le magasin de munitions M 3 dont la dotation pour la tourelle était de 1 200 coups de 75 mm,.
Le refroidissement des tubes peut se faire par aspersion d'eau (500 litres d'eau sont prévus par jour, stockés dans des citernes situées à l'étage supérieur du bloc).
L'évacuation des douilles se fait par un entonnoir les évacuant à l'étage intermédiaire où elles passent dans un toboggan qui les descend au pied du bloc (généralement à 30 m sous terre). L'évacuation des gaz dégagés par les armes se fait par refoulement à l'extérieur, les blocs étant en légère surpression.

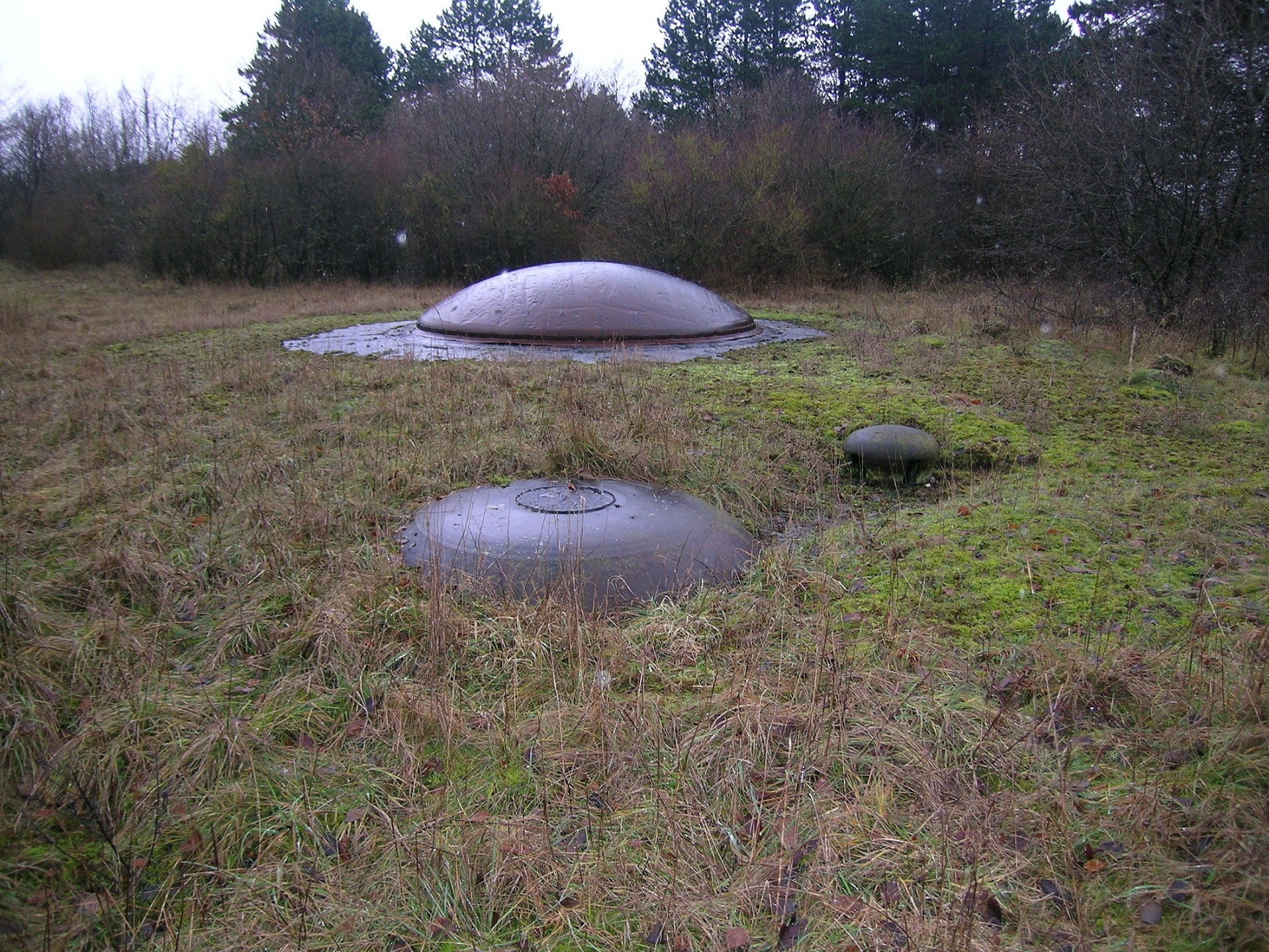
Tourelle de 75 mm modèle 1933 éclipsée (ouvrage de Molvange, bloc 10).
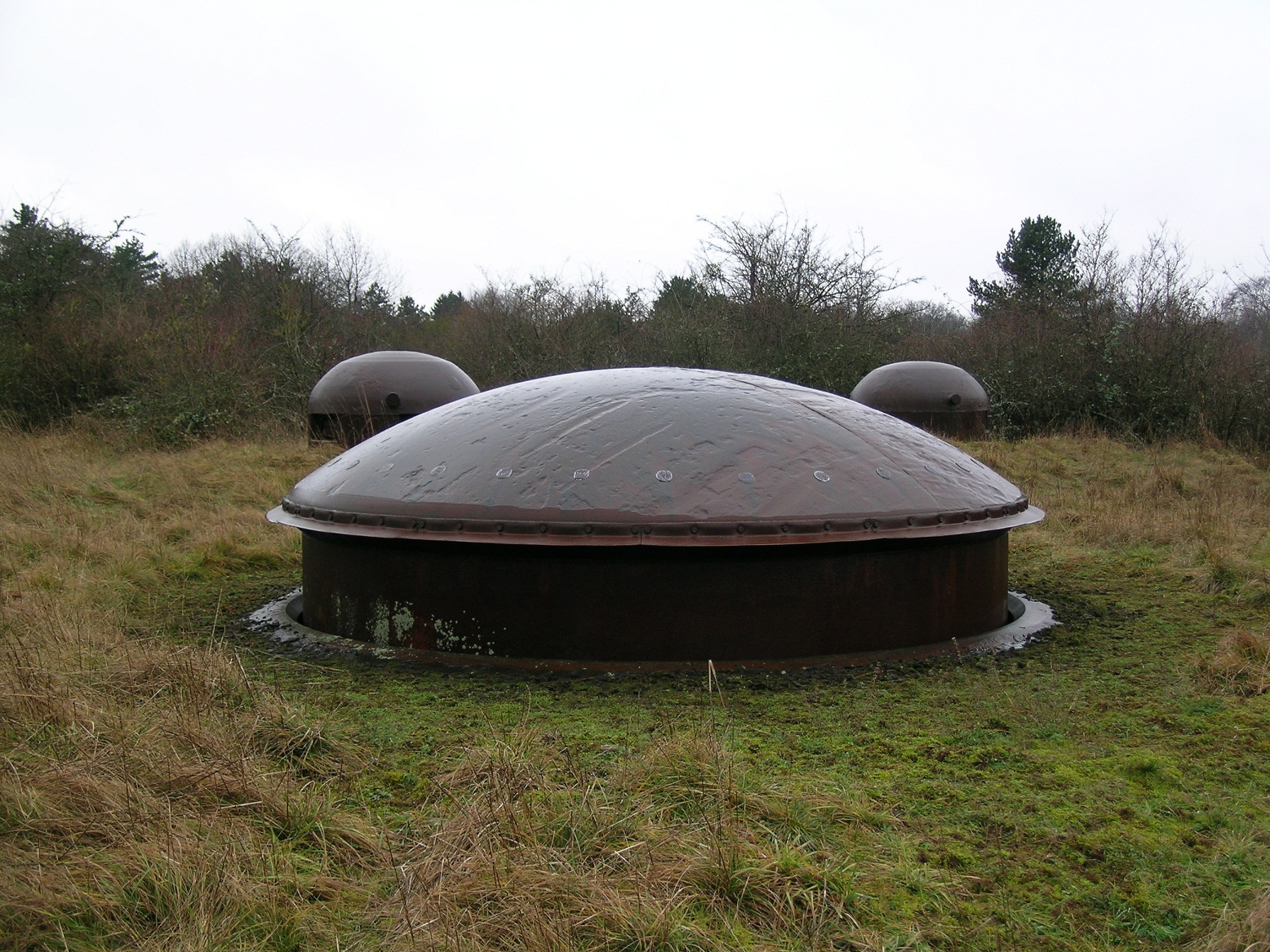
Tourelle de 75 mm modèle 1933 en batterie, protégée par deux cloches GFM (ouvrage de Molvange, bloc 8).
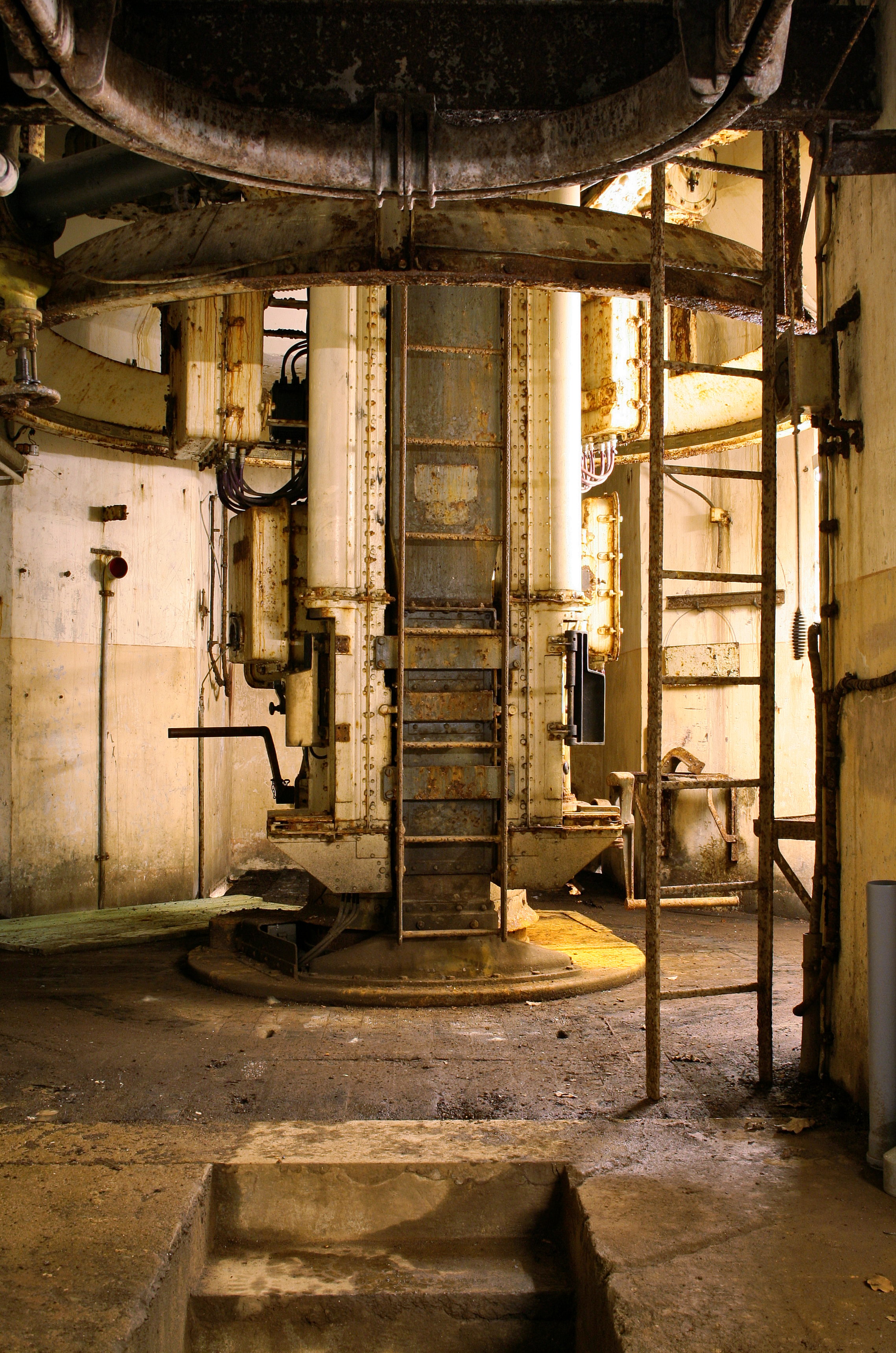
Intérieur de la tourelle (ouvrage du Michelsberg, bloc 5).
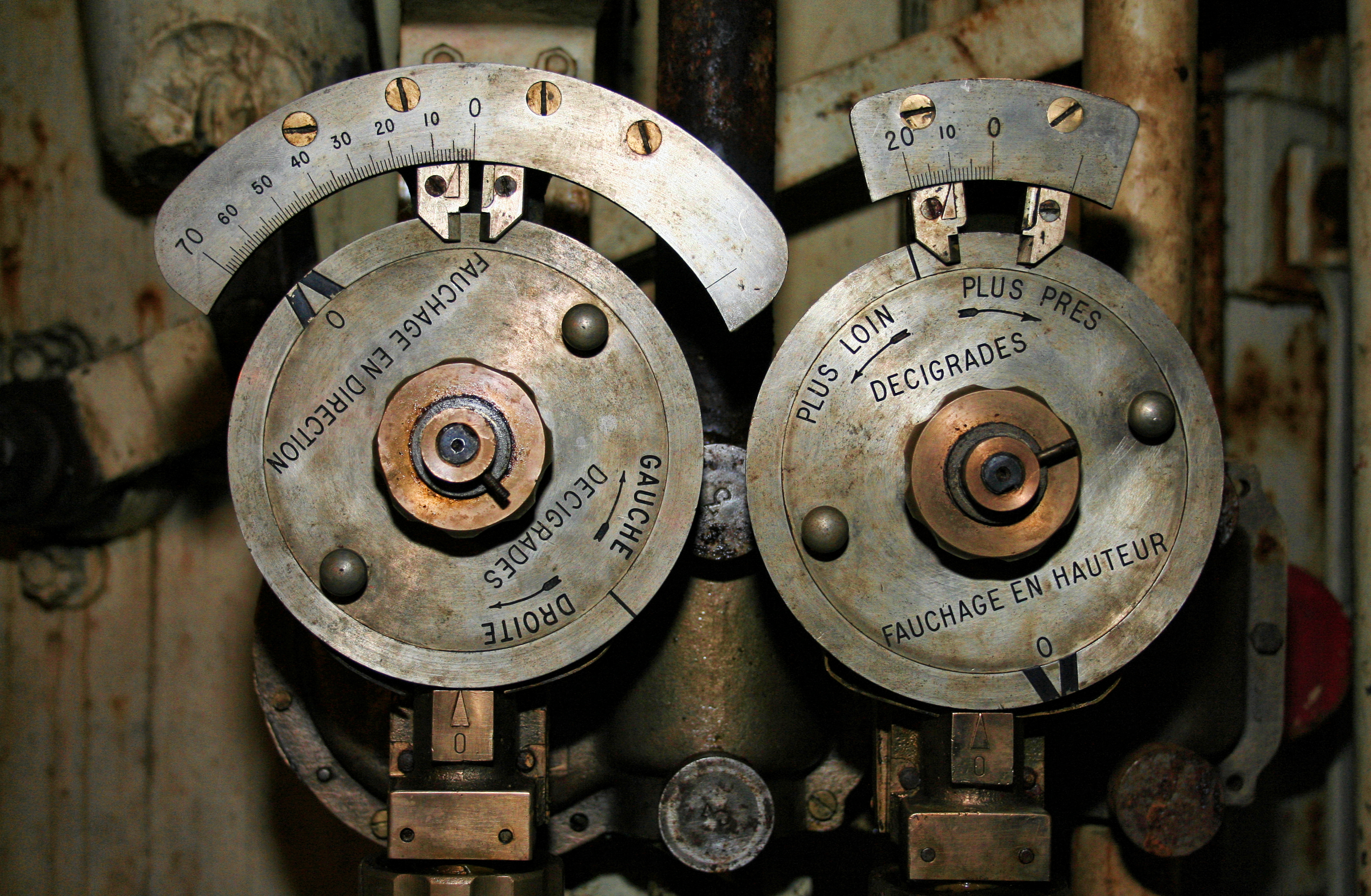
Réglage du tir en direction et en hauteur (Michelsberg).
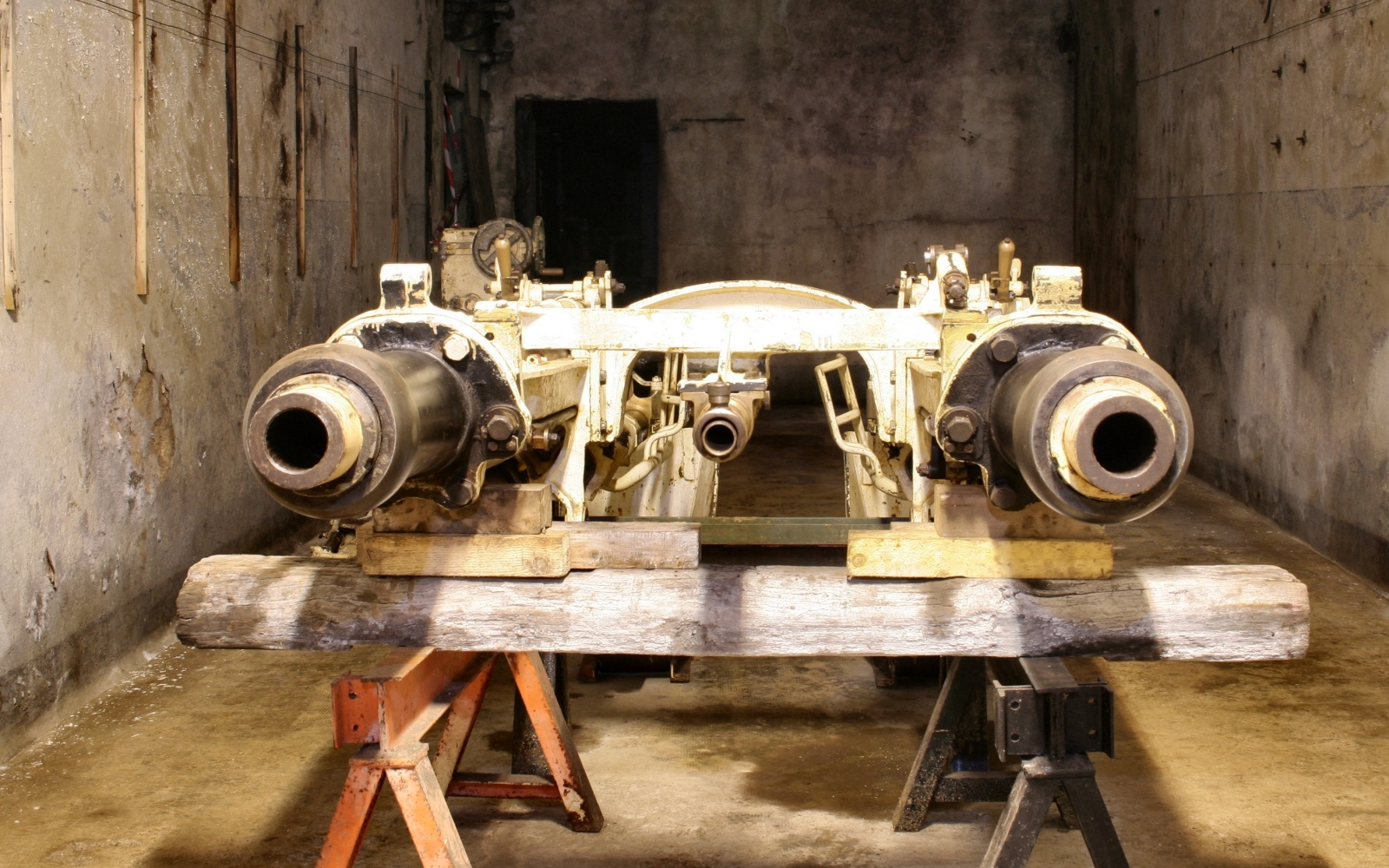
Jumelage de canons et lunette de pointage au milieu (Michelsberg).
Schéma d'un bloc d'artillerie montrant le système de mise en batterie d'une tourelle.
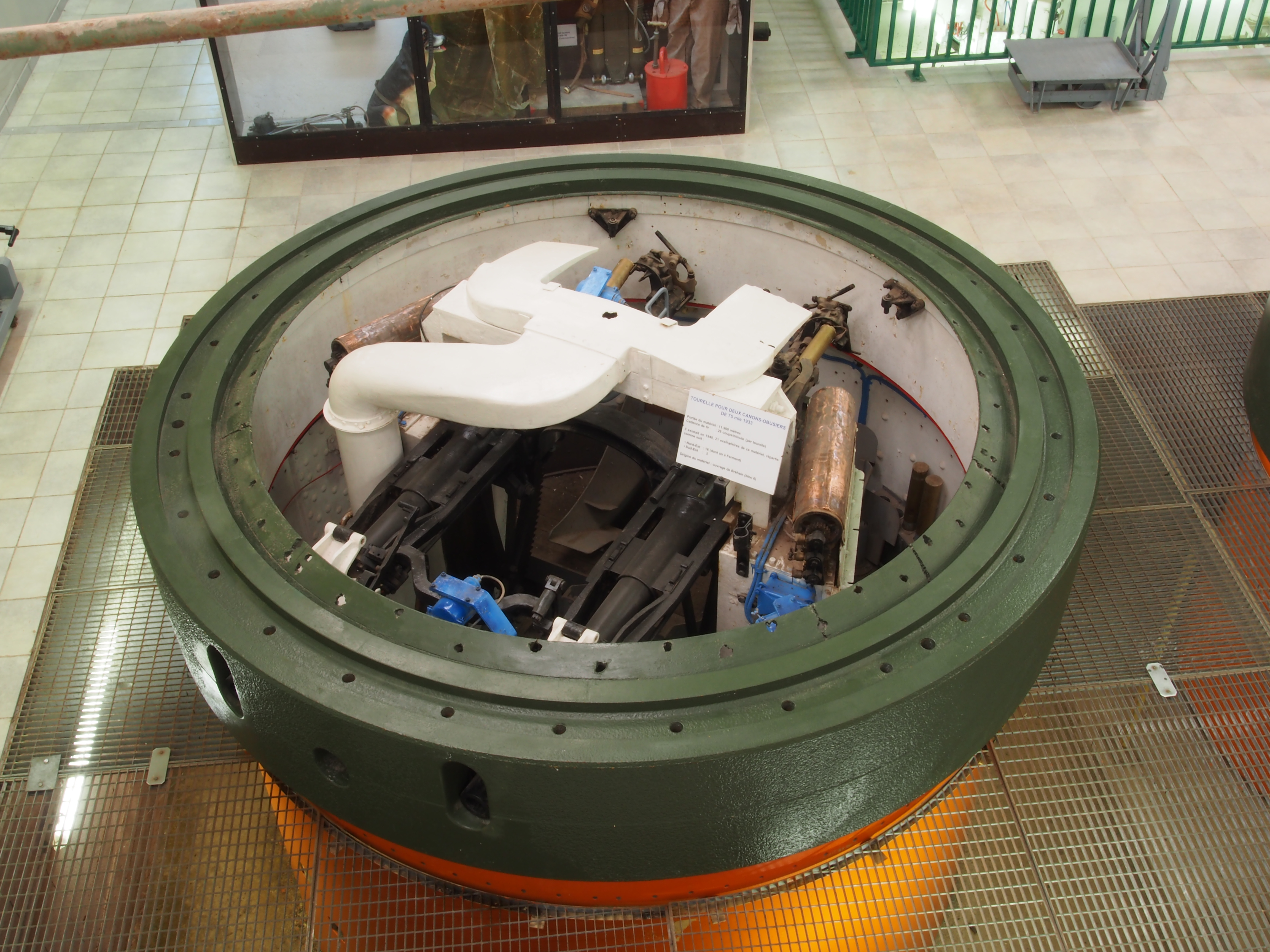
Intérieur d'une tourelle (musée de Fermont).
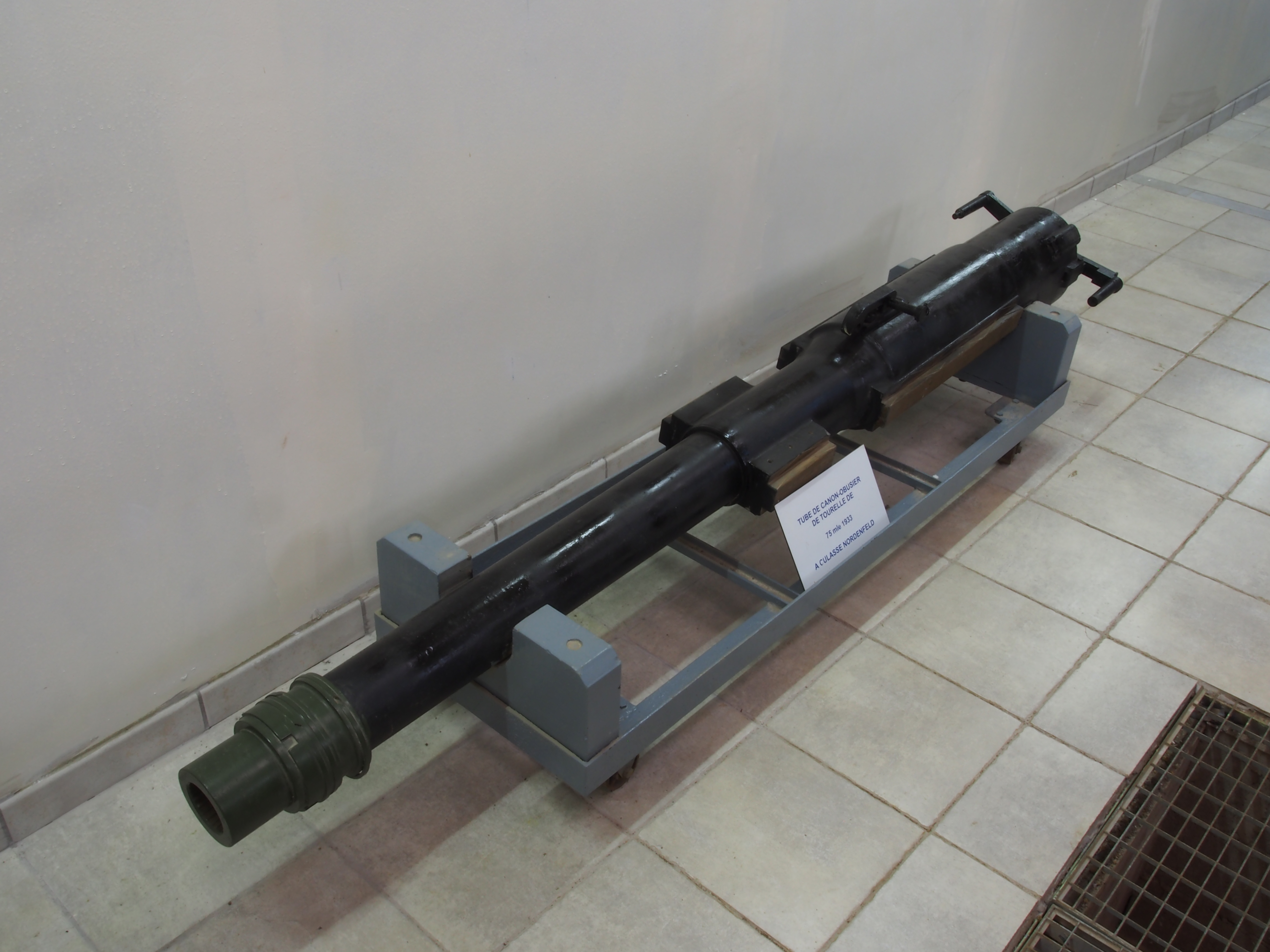
Pièce de 75 mm avec culasse Nordenfeld.

## Liste des tourelles
Un total de 21 tourelles sont commandées, à raison de 16 pour le front du Nord-Est et de 5 pour celui du Sud-Est (Alpes).
| Ouvrages | Numéro du bloc | Numéro de tourelle |
| -------- | -------------- | ------------------ |
| Vélosnes | 5              | 221                |

| Ouvrages | Numéros du bloc | Numéros de tourelle |
| -------- | --------------- | ------------------- |
| Fermont  | 1               | 215                 |
| Bréhain  | 4               | 216                 |
| Bréhain  | 6               | 210                 |

| Ouvrages      | Numéros du bloc | Numéros de tourelle |
| ------------- | --------------- | ------------------- |
| Rochonvillers | 2               | 203                 |
| Molvange      | 8               | 205                 |
| Molvange      | 10              | 207                 |
| Métrich       | 8               | 208                 |
| Métrich       | 10              | 207                 |

| Ouvrages    | Numéros du bloc | Numéros de tourelle |
| ----------- | --------------- | ------------------- |
| Hackenberg  | 2               | 204                 |
| Michelsberg | 5               | 213                 |
| Anzeling    | 4               | 214                 |
| Anzeling    | 7               | 209                 |

| Ouvrages  | Numéro du bloc | Numéro de tourelle |
| --------- | -------------- | ------------------ |
| Simserhof | 8              | 206                |

| Ouvrages         | Numéro du bloc | Numéro de tourelle |
| ---------------- | -------------- | ------------------ |
| Grand-Hohékirkel | 4              | 220                |

| Ouvrages | Numéro du bloc | Numéro de tourelle |
| -------- | -------------- | ------------------ |
| Hochwald | 7 bis          | 217                |

| Ouvrages       | Numéro du bloc | Numéro de tourelle |
| -------------- | -------------- | ------------------ |
| Roche-la-Croix | 5              | 219                |

| Ouvrages     | Numéros du bloc | Numéros de tourelle |
| ------------ | --------------- | ------------------- |
| Monte-Grosso | 5               | 218                 |
| Agaisen      | 3               | 211                 |
| Mont-Agel    | 5               | 201                 |
| Mont-Agel    | 6               | 202                 |